# Bouray-sur-Juine
Bouray-sur-Juine ist eine französische Gemeinde im Département Essonne in der Region Île-de-France. Sie hat 2.077 Einwohner (Stand: 1. Januar 2022). Bouray-sur-Juine gehört zum Arrondissement Étampes und zum Kanton Arpajon. Die Einwohner werden Bouraysiens genannt.

## Geographie
Bouray-sur-Juine liegt am Ufer des Flusses Juine etwa 37 Kilometer südlich vom Zentrum von Paris. Die Gemeinde liegt im Regionalen Naturpark Gâtinais français. Umgeben wird sie von den Nachbargemeinden Lardy im Norden und Nordwesten, Saint-Vrain im Norden und Nordosten, Itteville im Osten und Südosten, Cerny im Süden und Südosten sowie Janville-sur-Juine im Westen und Südwesten.

## Geschichte
Namensgeber der Gemeinde ist der Grundherr Pierre de Bouray, der im 13. Jahrhundert hier auf dem damaligen Schloss bzw. der Burg Mesnil-Voisin lebte.
| Bevölkerungsentwicklung    | Bevölkerungsentwicklung | Bevölkerungsentwicklung | Bevölkerungsentwicklung | Bevölkerungsentwicklung | Bevölkerungsentwicklung | Bevölkerungsentwicklung | Bevölkerungsentwicklung | Bevölkerungsentwicklung | Bevölkerungsentwicklung |
| -------------------------- | ----------------------- | ----------------------- | ----------------------- | ----------------------- | ----------------------- | ----------------------- | ----------------------- | ----------------------- | ----------------------- |
| Jahr                       | 1962                    | 1968                    | 1975                    | 1982                    | 1990                    | 1999                    | 2006                    | 2011                    | 2019                    |
| Einwohner                  | 758                     | 758                     | 1459                    | 1587                    | 1706                    | 1867                    | 1927                    | 2061                    | 2113                    |
| Quellen: Cassini und INSEE |                         |                         |                         |                         |                         |                         |                         |                         |                         |

## Sehenswürdigkeiten
- Kirche Saint-Pierre-ès-Liens aus dem 11. Jahrhundert, seit 1950 Monument historique
- Schloss Mesnil-Voisin aus dem 17. Jahrhundert mit Taubenturm und Kapelle, Monument historique seit 1980, 1994/95
- Höhle mit Höhlenzeichnungen, seit 1979 Monument historique
- Mühle
- Brücke Cornuel nach Lardy, erbaut 1757, Monument historique seit 1980
- Schloss Frémigny
- Waschhaus, erbaut in der Mitte des 19. Jahrhunderts

Siehe auch: Liste der Monuments historiques in Bouray-sur-Juine

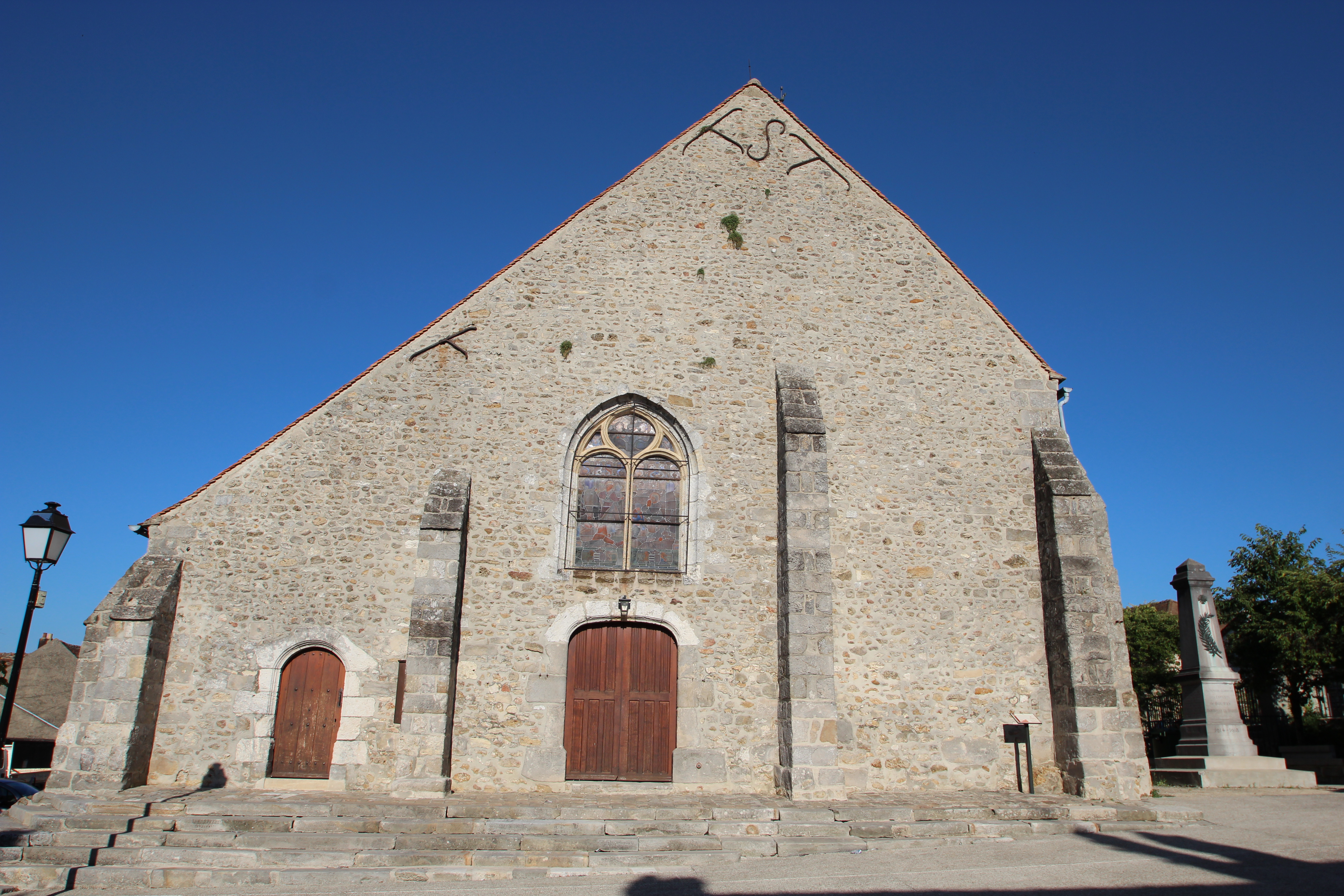
Kirche Saint-Pierre-ès-Liens
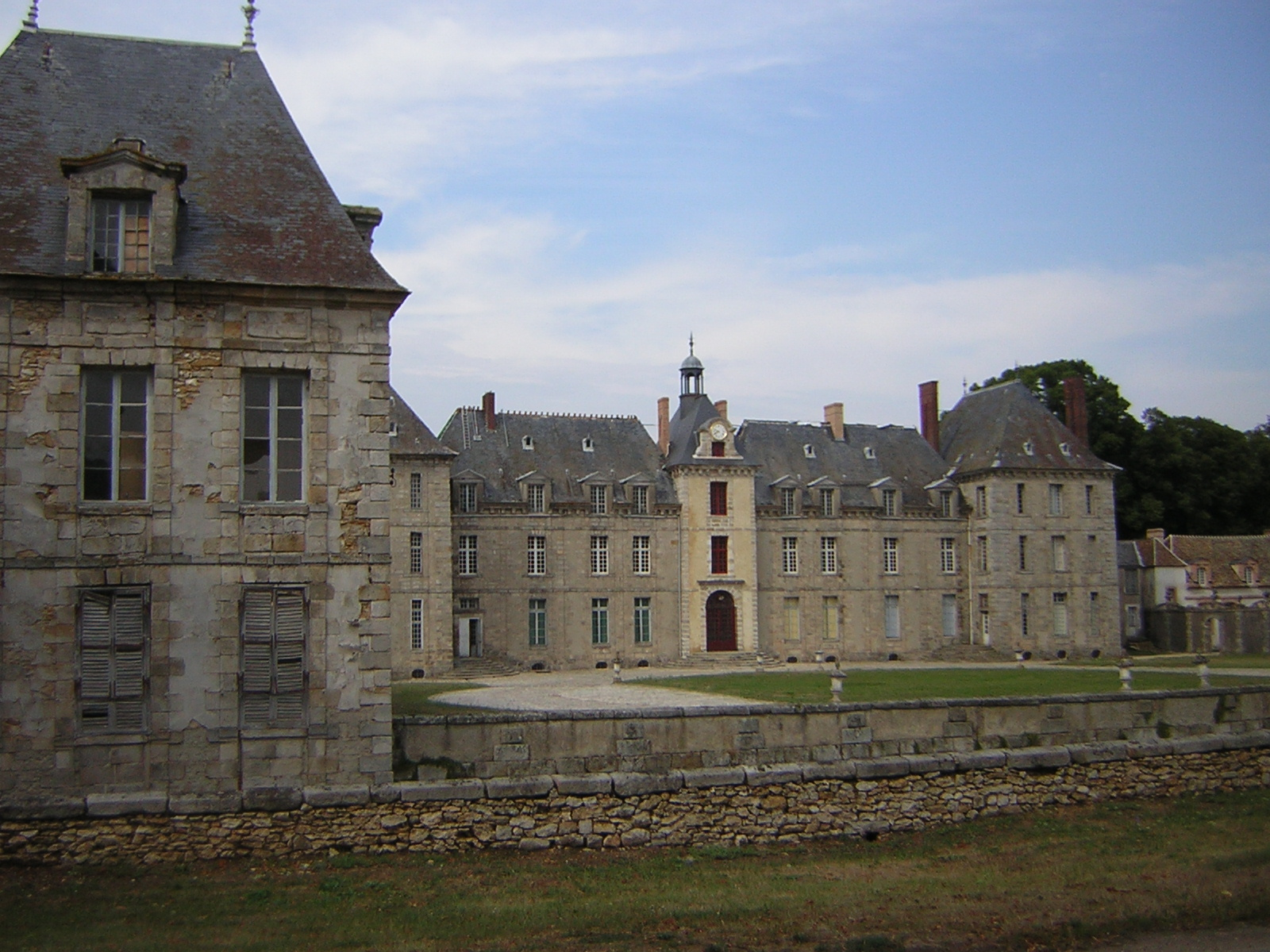
Schloss Mesnil-Voisin
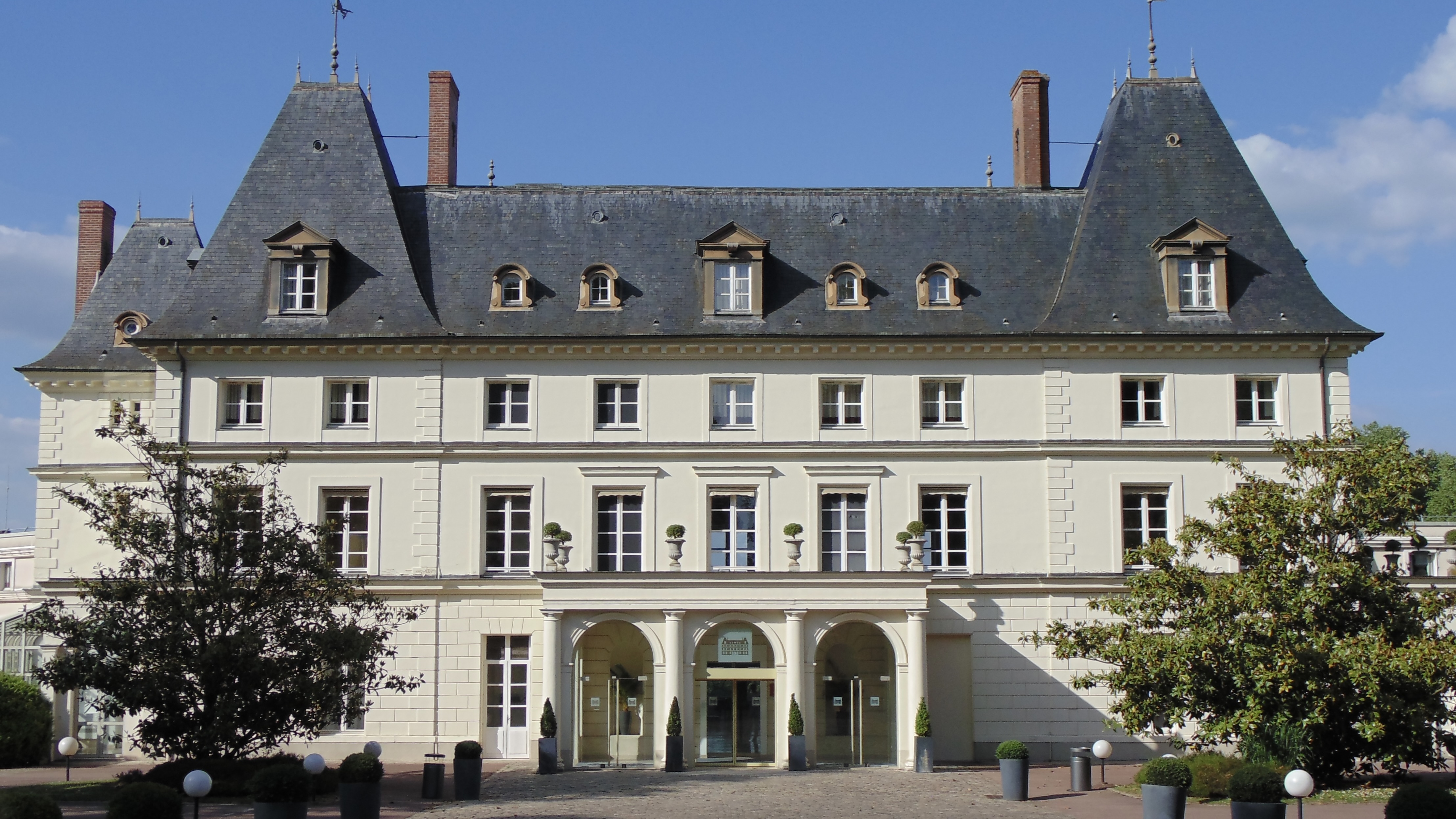
Schloss Frémigny
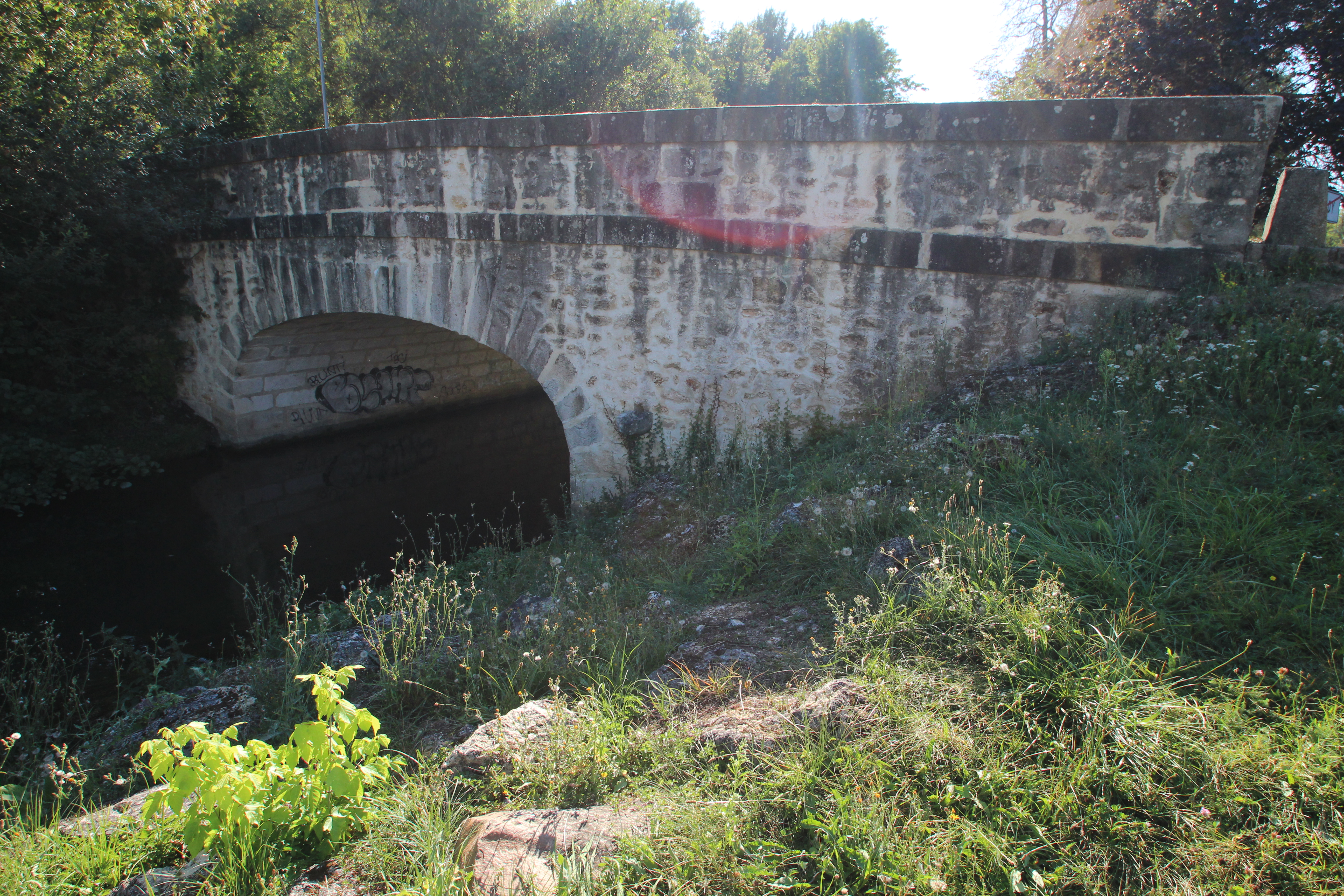
Pont Cornuel